# Буреббу, Абдельмаджид
Абдельмаджид Буреббу (араб. عبد المجيد بوربو‎; род. 16 марта 1951, Аррис, Французский Алжир) — алжирский футболист, выступавший на позиции нападающего. 

## Клубная карьера
Всю свою карьеру выступал за французские клубы: «Кевийи», «Руан» и «Лаваль».

## Международная карьера
Был в составе сборной Алжира на Чемпионате мира 1982 в Испании.

## Достижения

### «Лаваль»
- Обладатель Кубка французской лиги: 1982